# Chilostigma sieboldi
Chilostigma sieboldi là một loài Trichoptera trong họ Limnephilidae. Chúng phân bố ở miền Cổ bắc.